# Dasineura sesami
Dasineura sesami är en tvåvingeart som beskrevs av Grover och Prasad 1966. Dasineura sesami ingår i släktet Dasineura och familjen gallmyggor. Inga underarter finns listade i Catalogue of Life.